# Tripou
El tripou (en francés) o tripón (en occitano) es el plato tradicional de los departamentos de Aveyron, Cantal y Lozère, en la región montañosa conocida como Macizo Central, Francia. Consiste en callos de ternera enrollados sobre sí mismo junto con panceta de cordero y atados con una cuerda. Una variante con cordero en vez de ternera se realiza en el departamento de Lozère con el nombre de manouls. 

## Terminología
El término francés tripou (/tʁipú/, pl. tripous, y no tripoux) proviene del occitano tripon (pl. tripons). Las tripas o callos en francés son llamadas tripes. El plural se forma como tripous y no como tripoux . Esto fue motivo de polémica ortográfica, pero finalmente la Academia Francesa reconoció la terminación en -s. Esto es porque la -s del plural utilizada en Aveyron es una excepción a la regla gramatical que rige los plurales en -ou en el idioma francés (véase Pluriel des noms communs français en « ou »).

## Preparación

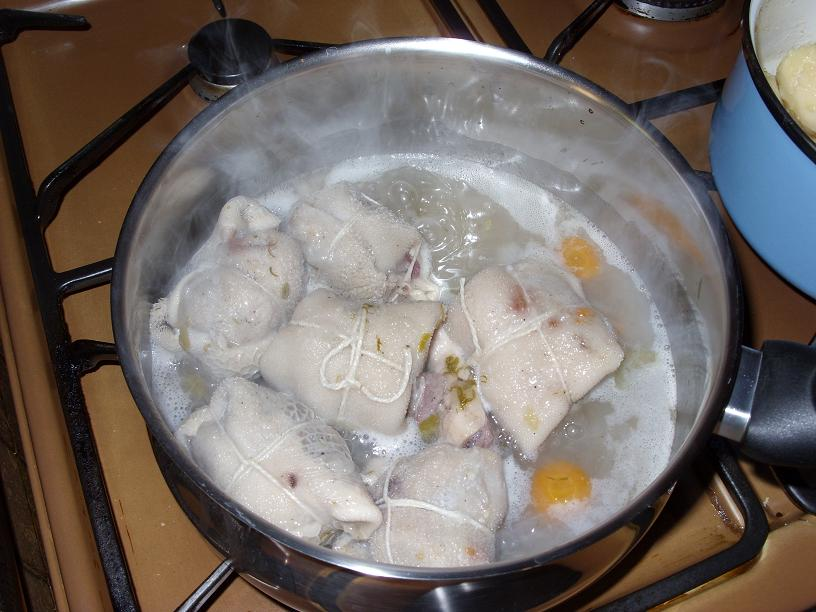
Trénels du Rouergue

El tripon se compone de estómago de oveja, un relleno a base de jamón, ajo perejil y algunos añaden callos de ternera. El estómago de cordero o ternera se corta en tiras largas, luego se corta a lo largo y se enrolla como relleno. Una vez hecho el tripou, se ata con una cuerda o con más tripa, y se cuecen en caldo de ternera aromatizado con vino blanco. La cocción se puede alargar hasta cuatro horas. Antiguamente el relleno además de callos y panceta incluía también otras asaduras. Los tripous o tripons se sirven junto a otras especialidades de Auvernia como el aligot o la truffade.